# Letteratura cavalleresca

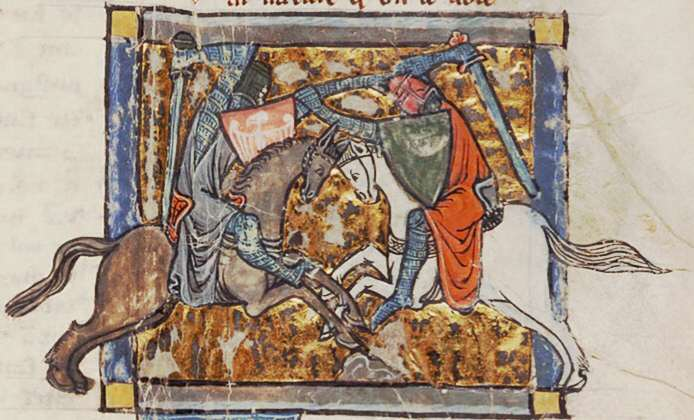
Yvain contro Gawain. Miniatura medievale dal romanzo cavalleresco Yvain, il cavaliere del leone di Chrétien de Troyes.

La letteratura cavalleresca è un insieme di poemi che trattano tematiche inerenti alle gesta dei cavalieri medievali.
Si distingue dalla letteratura epica in quanto alterna i toni tipici dell'epica con quelli satirici o grotteschi, per la presenza di interventi soggettivi dell'autore e per la grande varietà delle azioni descritte.

## La figura del cavaliere
Nel 1025 il vescovo di Laon, Adalberone, in un poema per il re dei Franchi, Roberto il Pio, scriveva:
La Chiesa con tutti i suoi fedeli forma un solo corpo, ma la società è divisa in tre ordini. Infatti la legge degli uomini distingue due condizioni: il nobile e il servo non sono sotto una stessa legge. I nobili sono guerrieri, protettori della Chiesa, difendono con le loro armi tutto il popolo, grandi e piccoli, e ugualmente proteggono se stessi. L'altra classe è quella dei servi. Dunque la città di Dio, che si crede essere una sola, è in effetti triplice: alcuni pregano (oratores), altri combattono (bellatores) ed altri lavorano (laboratores). Questi tre ordini vivono insieme e non possono essere separati; il servizio di uno solo permette l'attività degli altri due e ognuno di volta in volta offre il sostegno a tutti.
Secondo questo schema, il ruolo dei cavalieri è dunque quello di difendere gli indifesi e la società cristiana, la Chiesa e la religione.
Nasce così quel concetto di cavaliere, uomo forte e valoroso che, incurante dei pericoli e dei rischi, è pronto a mettere a repentaglio la propria vita pur di fare del bene. Il massimo eroe di questi tempi è Rolando, nipote e paladino di Carlo Magno. Ma l'immagine del cavaliere senza colpa e senza macchia non sarà affatto eterna; infatti basta spostarsi in avanti di qualche secolo e lo si vede intento solo nel pensare alle proprie ricchezze ed ai beni materiali, perdendo così di vista quei valori così nobili che gli rendevano quasi una valenza divina.
Questa perdita dei valori si noterà anche nella letteratura: le prime esperienze di letteratura cavalleresca presentano l'immagine del cavaliere che è pronto a cedere la propria vita pur di veder realizzarsi gli ideali di purezza, libertà, religiosità, devozione a Dio e alla Patria.
Con il tempo la letteratura inizierà a far scivolare in secondo piano tutti questi ideali e principi nobili, fino ad arrivare ad un tipo di poema eroicomico dove il cavaliere viene beffato e ridicolizzato, incominciando il tramonto del cavaliere; ne sono esempi La secchia rapita del Tassoni o il Don Chisciotte della Mancia di Cervantes.
Bisognerà attendere poi sino ad Italo Calvino per rivedere la trattazione di argomenti a sfondo cavalleresco, fin poi ad arrivare ad una molto più moderna e contemporanea tipologia di romanzo: il Fantasy.

## Le origini
Il preambolo all'origine della poesia cavalleresca fu il rinnovamento di ordine sociale avvenuto in Francia, contraddistinto dal sorgere di una nobiltà feudale dalle rovine di un impero, dall'istituzione di un rapporto diretto tra monarca e feudatario, dall'introduzione del cristianesimo nel contesto politico e dal fiorire dell'amore cortese e ritualistico.
Alle origini, lo scopo di questa poesia fu quello di intrattenere e sotto questo aspetto si può collegare alla lirica nata presso le corti provenzali. I primi esempi di poesia cavalleresca derivarono dalla tradizione classica latina, come nel caso del Roman de Thèbes, oppure dalla tradizione greco-bizantina, quali il Cligès.
La letteratura cavalleresca si sviluppò in Francia prevalentemente a partire da due grandi tematiche: quella guerresca per il ciclo carolingio e quella amorosa per il ciclo bretone.
La prima è formata dalle canzoni di gesta, res gestae, dei paladini di Carlo Magno ed ha come opera principale la Chanson de Roland.
La seconda è più romanzesca ed avventurosa (res fictae) e celebra le imprese di re Artù e dei cavalieri della Tavola Rotonda.
Le canzoni di gesta francesi e i cantares de gestas spagnoli (XII secolo) rivisitano in chiave leggendaria eventi storici, come le guerre di religione contro gli Arabi che avevano occupato la Spagna, allo scopo di celebrare la civiltà cristiana contro quella islamica. L'epica germanica (IX - XIII) fuse gli ideali eroici di un popolo di guerrieri con elementi magico - favolistici (anelli fatati, draghi) e miti religiosi nordici (Odino, Thor, le Valchirie). I personaggi epici agiscono in un tempo astorico ed in uno spazio mitico; presentano una psicologia elementare; vivono di passioni primordiali ed agiscono senza incertezze. Essi sono quasi sempre destinati alla morte, la quale conferisce loro una dimensione sovrumana, un sacro alone di gloria.
Nell'epica medievale ritroviamo strutture e tecniche narrative dell'epica di Omero. La recitazione è accompagnata dalla musica ed il ritmo è cadenzato; il narratore esterno è onnisciente, la sintassi è semplice e lineare. Si consideri inoltre che la recitazione a memoria dei giullari e la loro diffusione orale sono facilitate da espressioni formulari (modi di dire fissi), da ripetuti epiteti, cioè aggettivi posti accanto ai nomi comuni per qualificarli (alti i monti....) o accanto a nomi propri per sottolineare una qualità (Carlo Magno è grande e potente). Frequenti sono pure le similitudini.
Il paladino Orlando è un cavaliere "campione di Cristo": egli possiede il valore militare (è forte e coraggioso), la fedeltà del vassallo verso il proprio sovrano (combatte e muore per Carlo Magno), la fede religiosa che, con la morte contro gli infedeli musulmani, gli fa conquistare il Paradiso.
Il Cid compie una missione combattendo contro gli infedeli, obbedisce al codice morale della nobiltà spagnola pur non giungendo all'orgoglio guerresco di Orlando. Egli anche dimostra l'importanza degli affetti familiari che invece non si ritrovano nella Canzone di Orlando: il Cid dimostra teneri sentimenti verso la moglie e le figlie.
Nella nordica Canzone dei Nibelunghi vengono rielaborate leggende appartenenti a popoli germanici che ancora non hanno conosciuto la religione cristiana. L'eroe Sigfrido è valoroso e fedele e condivide con l'epica franco-spagnola i valori imprescindibili della lealtà cavalleresca, della deferenza al sovrano e della fedeltà.
Nel XV secolo in Spagna furono scritti i romanzi cavallereschi Tirant lo Blanch e Amadigi di Gaula. Quest'ultimo ha avuto numerose continuazioni in Spagna ed è stato tradotto in diverse lingue. In Italia, il prolifico scrittore Mambrino Roseo tradusse quasi tutti i libri del ciclo spagnolo di Amadis, e scrisse anche altri tredici volumi di quel ciclo (sei di Sferamundi di Grecia e sette "aggiunte" o opere intervallate tra vari libri del ciclo spagnolo), oltre a sei libri del ciclo iniziato in Spagna da Palmerino d'Oliva.

## Letteratura cavalleresca in Italia

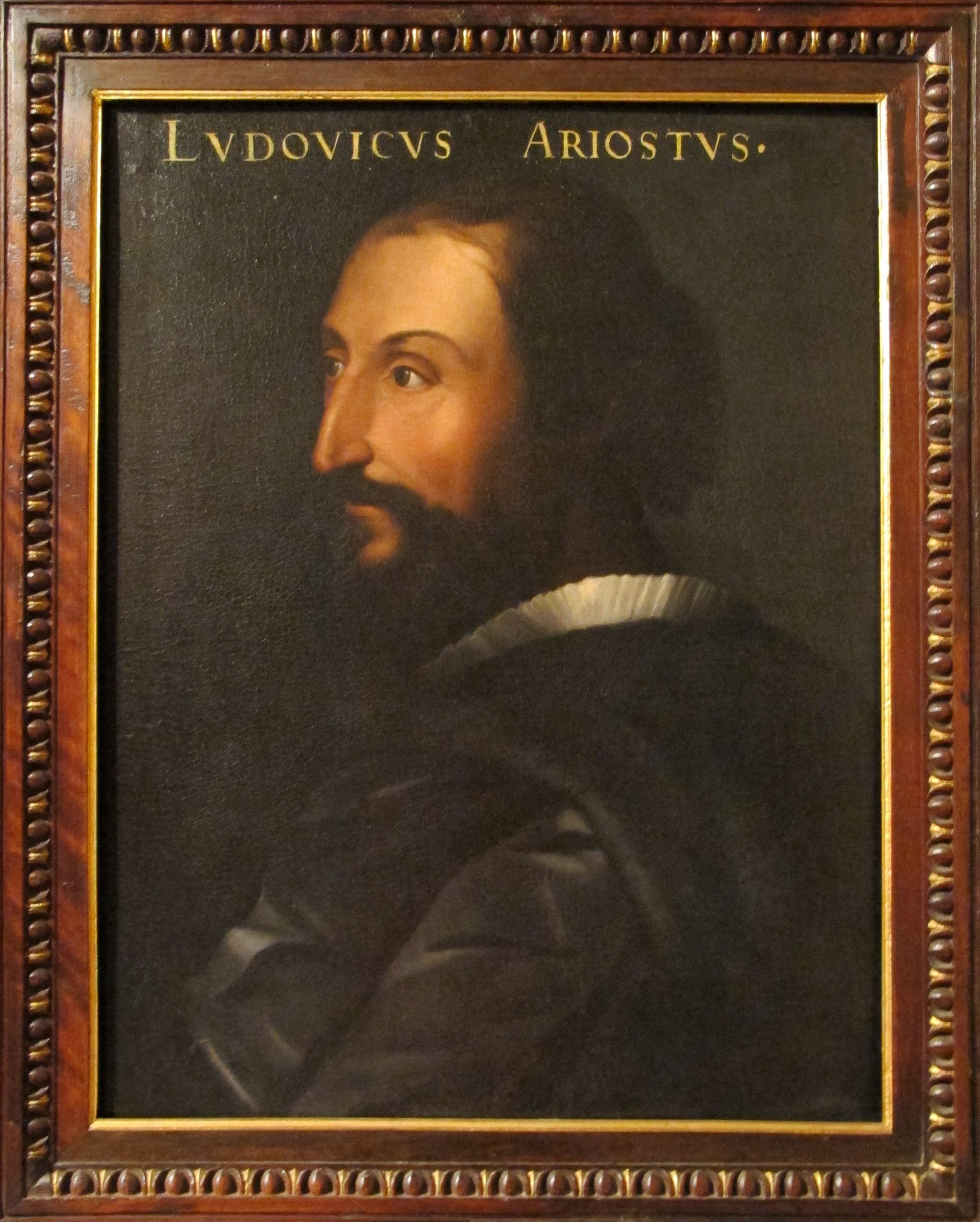
Ritratto di Ludovico Ariosto, autore dell'Orlando Furioso, nella serie gioviana

Il contesto storico-sociale italiano nel 1400 ci presenta una situazione frammentaria. Infatti le condizioni politiche, sociali e culturali variano da città in città, signoria in signoria, regione in regione. II Medioevo è quasi al termine e l'Italia è caratterizzata da un florido Umanesimo e Rinascimento che sarà invidiato e imitato da tutti. Per quanto riguarda le varie questioni che hanno interessato l'uso della lingua per quanto riguarda l'ambito culturale, si ha il trionfo del latino: per settant'anni la letteratura importante è tutta in latino e non più in volgare.
Inoltre in questo momento c'è la grave crisi del potere imperiale e quindi un maggior avvicinamento al mondo del divino, ma soprattutto alla Chiesa, che acquista un sempre crescente peso politico-sociale.
Ed è proprio in questo periodo che l'ideale cavalleresco si è visto fondersi fortemente con l'ideale religioso e per mezzo delle lotte secolari tra la Croce e la Mezzaluna, che culminarono in Oriente con le crociate e in Occidente con le guerre tra i Cristiani e i Mori di Spagna, ancor più salda si fece questa fusione, da cui nacque quell'ardore di fede e di entusiasmo unico nella storia.
Le vicende delle chansons de geste si diffusero in Italia nel Veneto, tradotte in un linguaggio franco-veneto (letteratura franco-italiana), e cantate dai giullari nelle piazze o nelle corti tra il XIII e il XIV secolo. Poi le leggende cavalleresche francesi penetrarono in Toscana fra la fine del Trecento e l'inizio del Quattrocento. Qui assunsero la forma del Cantare, narrazione in versi (ottave in rima) recitate da cantastorie, accompagnate da musica e scenografie molto semplici destinate sia al mondo dei contadini sia a quello dei borghesi. Questo genere presentava formule fisse, rime facili, commenti dell'autore. Il cantàre acquistò poi una forma più ampia nell'ambito dell'Umanesimo quattrocentesco. Si passò così al poema cavalleresco, un vero e proprio genere letterario destinato al ristretto pubblico delle corti signorili.
Due delle opere cavalleresche principali in Italia sono l'Orlando furioso di Ludovico Ariosto, una specie di continuazione o rielaborazione dell'Orlando innamorato di Matteo Maria Boiardo, la Gerusalemme liberata di Torquato Tasso. Importante la polemica che verso la metà del Cinquecento contrappose Giambattista Giraldi Cinzio (autore di un Discorso intorno al comporre de' romanzi, Venezia, Giolito, 1554) e Giovan Battista Pigna (autore di un trattato I romanzi, Venezia, Valgrisi, 1554).
Nell'Orlando innamorato l'eroe del ciclo carolingio è l'espressione del sentimento amoroso, inteso come forza naturale che trionfa su tutto, anche sulle armi e le virtù guerriere. Nell'Orlando furioso, la gelosia causata dall'amore non corrisposto provoca addirittura la pazzia del paladino, che perde il controllo sulle proprie azioni e la propria dignità.
Questa diversa rappresentazione dell'eroe epico rispecchia i mutamenti culturali ed ideologici verificatisi tra Quattrocento e Cinquecento. Nella prospettiva umanistico-rinascimentale la vita terrena non è più concepita solo come preparazione alla vita ultraterrena, ma come percorso di conoscenza di sé e del mondo che ciascun uomo deve compiere per potere agire nella realtà. Tutte le manifestazioni dell'animo umano acquistano quindi dignità sia nella vita reale sia nella letteratura. Vengono inoltre introdotti nuovi caratteri narrativi atti a soddisfare il pubblico delle corti signorili, desideroso di svago e di intrattenimento: le avventure dei cavalieri si intrecciano con le vicende fantastico-soprannaturali e si susseguono duelli, battaglie, filtri magici, cavalieri innamorati, donne bellissime e seducenti. La corte degli Estensi a Ferrara fu un centro fondamentale nella genesi e produzione del poema cavalleresco.
Nel XVI secolo, le traduzioni di libri cavallereschi spagnoli divennero molto popolari in Italia. Diverse opere dei cicli di Amadís de Gaula e Palmerino d'Oliva furono tradotte dal noto scrittore Mambrino Roseo, che scrisse anche quattordici continuazioni del ciclo di Amadís e sei del ciclo di Palmerín. Lo scrittore Pietro Lauro tradusse dallo spagnolo diversi libri cavallereschi e scrisse l'opera Polendo, continuazione di una delle opere del ciclo dei Palmerini. Vi erano anche altri libri cavallereschi italiani, come Polisman (1573) di Giovanni Miranda (Juan de Miranda), Il Cavallero Resplendor (1562) di Tolomeo Molignano e Florismondo (manoscritto) di Anton Vincenzo Magnani.